# Raffaele Schiavi
Raffaele Schiavi (Cava de' Tirreni, 15 marzo 1986) è un allenatore di calcio ed ex calciatore italiano di ruolo difensore, tecnico dell'Under-17 del Benevento.

## Carriera
Dopo essere stato nel settore giovanile puro Assocalciocampania, viene ceduto alla Salernitana dove è poi cresciuto nelle giovanili. Aggregato in prima squadra nel 2003 debutta con il club campano nel campionato di Serie B 2004-2005, collezionando 8 presenze in tutta la stagione.
Acquistato dal Lecce, esordisce in Serie A con la maglia giallorossa in Lecce-Sampdoria 0-3 del 15 dicembre 2005, per poi passare in prestito al Brescia, in Serie B nel gennaio 2006. Con i lombardi gioca 4 partite e torna al Lecce alla fine della stagione. Nella stagione 2006-2007 gioca 21 partite e segna un gol in serie cadetta. Nella stagione 2007-2008, dopo un avvio di campionato incerto, comincia a giocare con continuità, occupando con regolarità da titolare il ruolo di centrale di destra della difesa a tre dei giallorossi.
Il 25 agosto 2010 viene ceduto in prestito oneroso con diritto di riscatto al Vicenza. Con i berici disputa un'ottima stagione, convincendo la società a riscattarlo a titolo definitivo e quindi cederlo al Parma in uno scambio che coinvolge Marco Pisano.
Schiavi tuttavia non transita nemmeno per l'Emilia in quanto già il 16 luglio 2011 ne viene ufficializzato il passaggio in prestito con diritto di riscatto della compartecipazione al Padova.
Al termine della stagione, giocata quasi sempre da titolare, la squadra patavina non riscatta la metà del cartellino e il giocatore si accasa, il 20 giugno 2012, al neopromosso Spezia con la formula del prestito secco. Nella stagione 2013-2014 passa al Pescara sempre con la formula del prestito con diritto di riscatto a favore della squadra abruzzese.
Il 10 luglio 2014 passa al Frosinone firmando un contratto biennale con opzione per il terzo. Con i ciociari disputa solamente 10 gare,  ed il 19 gennaio 2015 passa in prestito con obbligo di riscatto al Catania. con cui segna 3 gol in 16 partite.
Il 6 agosto seguente passa a titolo definitivo alla Salernitana firmando un contratto di tre anni. Con i granata nell'estate 2017 rinnova per altre tre stagioni, riducendosi l'ingaggio. Dalla stagione 2018/2019 diventa anche capitano della squadra campana.
Dopo quattro stagioni in granata, Schiavi il 2 agosto 2019 passa al Cosenza a titolo definitivo.
Il 12 agosto 2021 firma un contratto annuale con la Paganese, risolto consensualmente il 29 dicembre successivo.
Il 18 gennaio 2022 firma con i Sliema Wanderers, squadra della massima serie maltese, fino al termine della stagione.
Il 27 gennaio del 2023 annuncia la sua firma con l'FC Francavilla, squadra lucana militante in Serie D.
Nell'estate del 2024 viene ammesso al corso UEFA B che consente di essere tesserati come collaboratori negli staff di Serie A e B e di essere allenatori in seconda in Serie C oltre a poter allenare tutte le prime squadre fino alla Serie D.

## Statistiche

### Presenze e reti nei club
| Stagione           | Squadra            | Campionato         | Campionato | Campionato | Coppe nazionali | Coppe nazionali | Coppe nazionali | Coppe continentali | Coppe continentali | Coppe continentali | Altre coppe | Altre coppe | Altre coppe | Totale | Totale |
| Stagione           | Squadra            | Comp               | Pres       | Reti       | Comp            | Pres            | Reti            | Comp               | Pres               | Reti               | Comp        | Pres        | Reti        | Pres   | Reti   |
| ------------------ | ------------------ | ------------------ | ---------- | ---------- | --------------- | --------------- | --------------- | ------------------ | ------------------ | ------------------ | ----------- | ----------- | ----------- | ------ | ------ |
| 2004-2005          | Salernitana        | B                  | 8          | 0          | CI              | 0               | 0               | -                  | -                  | -                  | -           | -           | -           | 8      | 0      |
| 2005-gen. 2006     | Lecce              | A                  | 1          | 0          | CI              | 0               | 0               | -                  | -                  | -                  | -           | -           | -           | 1      | 0      |
| gen.-giu. 2006     | Brescia            | B                  | 4          | 0          | CI              | -               | -               | -                  | -                  | -                  | -           | -           | -           | 4      | 0      |
| 2006-2007          | Lecce              | B                  | 21         | 1          | CI              | 0               | 0               | -                  | -                  | -                  | -           | -           | -           | 21     | 1      |
| 2007-2008          | Lecce              | B                  | 26         | 1          | CI              | 0               | 0               | -                  | -                  | -                  | -           | -           | -           | 26     | 1      |
| 2008-2009          | Lecce              | A                  | 13         | 0          | CI              | 1               | 0               | -                  | -                  | -                  | -           | -           | -           | 14     | 0      |
| 2009-2010          | Lecce              | B                  | 26         | 0          | CI              | 2               | 0               | -                  | -                  | -                  | -           | -           | -           | 28     | 0      |
| Totale Lecce       | Totale Lecce       | Totale Lecce       | 87         | 2          |                 | 3               | 0               |                    | -                  | -                  |             | -           | -           | 90     | 2      |
| 2010-2011          | Vicenza            | B                  | 37         | 3          | CI              | 1               | 0               | -                  | -                  | -                  | -           | -           | -           | 38     | 3      |
| 2011-2012          | Padova             | B                  | 28         | 2          | CI              | 1               | 0               | -                  | -                  | -                  | -           | -           | -           | 29     | 2      |
| 2012-2013          | Spezia             | B                  | 29         | 0          | CI              | 1               | 0               | -                  | -                  | -                  | -           | -           | -           | 30     | 0      |
| 2013-2014          | Pescara            | B                  | 22         | 0          | CI              | 3               | 0               | -                  | -                  | -                  | -           | -           | -           | 25     | 0      |
| 2014-gen. 2015     | Frosinone          | B                  | 10         | 0          | CI              | 0               | 0               | -                  | -                  | -                  | -           | -           | -           | 10     | 0      |
| gen.-giu. 2015     | Catania            | B                  | 16         | 3          | CI              | -               | -               | -                  | -                  | -                  | -           | -           | -           | 16     | 3      |
| 2015-2016          | Salernitana        | B                  | 8          | 1          | CI              | 1               | 0               | -                  | -                  | -                  | -           | -           | -           | 9      | 1      |
| 2016-2017          | Salernitana        | B                  | 17         | 0          | CI              | 1               | 0               | -                  | -                  | -                  | -           | -           | -           | 18     | 0      |
| 2017-2018          | Salernitana        | B                  | 24         | 3          | CI              | 0               | 0               | -                  | -                  | -                  | -           | -           | -           | 24     | 3      |
| 2018-2019          | Salernitana        | B                  | 14         | 0          | CI              | 2               | 0               | -                  | -                  | -                  | -           | -           | -           | 16     | 0      |
| Totale Salernitana | Totale Salernitana | Totale Salernitana | 63         | 4          |                 | 4               | 0               | -                  | -                  | -                  | -           | -           | -           | 67     | 4      |
| 2019-2020          | Cosenza            | B                  | 9          | 0          | CI              | 0               | 0               | -                  | -                  | -                  | -           | -           | -           | 9      | 0      |
| 2020-2021          | Cosenza            | B                  | 6          | 0          | CI              | 2               | 0               | -                  | -                  | -                  | -           | -           | -           | 8      | 0      |
| Totale Cosenza     | Totale Cosenza     | Totale Cosenza     | 15         | 0          |                 | 2               | 0               | -                  | -                  | -                  | -           | -           | -           | 17     | 0      |
| ago.-dic. 2021     | Paganese           | C                  | 10         | 0          | CI-C            | 1               | 0               | -                  | -                  | -                  | -           | -           | -           | 11     | 0      |
| gen.-giu. 2022     | Sliema Wanderers   | PL                 | 6+2        | 0          | CM              | 1               | 0               | -                  | -                  | -                  | -           | -           | -           | 9      | 0      |
| Totale carriera    | Totale carriera    | Totale carriera    | 337        | 14         |                 | 17              | 0               | -                  | -                  | -                  | -           | -           | -           | 354    | 14     |

## Palmarès

### Club

#### Competizioni nazionali
- Campionato italiano di Serie B: 1

Lecce: 2009-2010